# 中山楚克拉虫
中山楚克拉虫（学名：Zschokkella chungshanensis）为两极科楚克拉虫属的动物。在中国，分布于广东等，营寄生生活，寄生在鳗鲡的前肠。